# Cirsium kosnelii
Cirsium kosnelii là một loài thực vật có hoa trong họ Cúc. Loài này được Boiss. mô tả khoa học đầu tiên.